# Zalaszántó
Zalaszántó è un comune dell'Ungheria di 1.034 abitanti (dati 2001). È situato nella contea di Zala.